# Football en Belgique
Vous pouvez aider à l'améliorer ou bien discuter des problèmes sur sa page de discussion.
- Le fond est à vérifier. Si vous venez d’apposer le bandeau, merci d’indiquer ici les points à vérifier. (Marqué depuis août 2018)

Vous pouvez aider à l'améliorer ou bien discuter des problèmes sur sa page de discussion.
- Il ne cite pas suffisamment ses sources. Vous pouvez indiquer les passages à sourcer avec {{référence nécessaire}} ou {{Référence souhaitée}}, et inclure les références utiles en les liant aux notes de bas de page. (Marqué depuis août 2018)
- Il doit être débarrassé d’une partie de son jargon. Sa qualité peut être largement améliorée en utilisant un vocabulaire directement compréhensible par le plus grand nombre. (Marqué depuis août 2018)
- Il n’est pas rédigé dans un style encyclopédique. (Marqué depuis août 2018)
- Il doit être recyclé. La réorganisation et la clarification du contenu sont nécessaires. (Marqué depuis août 2018)

- Archive Wikiwix
- Bing
- Cairn
- DuckDuckGo
- E. Universalis
- Gallica
- Google
- G. Books
- G. News
- G. Scholar
- Persée
- Qwant
- (zh) Baidu
- (ru) Yandex
- (wd) trouver des œuvres sur Wikidata

Le football en Belgique est très populaire et très répandu. Le nombre des pratiquants et de spectateurs est particulièrement élevé proportionnellement à la population du pays. La fédération nationale, l'URBSFA compte environ 1 800 clubs de football (pour 70 000 équipes), 600 clubs de futsal (pour 1 000 équipes), plus de 425 000 membres et 7 000 arbitres. Le nombre de rencontres officielles organisées par an s'élève à 300 000.
C'est l'URBSFA (Union royale belge des sociétés de football association), née en 1895, qui organise les compétitions nationales et les matches internationaux de la sélection de Belgique. L'équipe nationale a d'ailleurs évolué au plus haut niveau mondial pendant de nombreuses années. La Belgique a participé onze fois à la Coupe du monde et a établi en 2002 le record de participations consécutives via le tour qualificatif avec six qualifications d'affilée. L'équipe nationale belge atteint la finale du Championnat d'Europe de football 1980, et les demi-finales des coupes du monde de 1986 et de 2018. De 2007 à 2015, la Belgique passera de la 71e à la 1re place mondiale au classement FIFA grâce à une nouvelle génération de joueurs emmenée par Vincent Kompany, Eden Hazard, Kevin De Bruyne ou encore Thibaut Courtois.
L'URBSFA chapeaute également les comités provinciaux, qui organisent les championnats dans les séries provinciales, au nombre de quatre par province, à l'exception de la province de Luxembourg qui ne compte que trois niveaux vu le plus faible nombre de clubs présents dans cette partie de la Belgique.

## Histoire
Le football est le sport le plus populaire en Belgique avec le cyclisme. La Belgique est un des premiers pays du continent à organiser un championnat national, dès 1895. Sa fédération nationale fait partie des fondateurs à la fois de la FIFA en 1904 et de l'UEFA en 1954. Au niveau des clubs, le RSC Anderlecht possède le palmarès le plus fourni, aussi bien au niveau national qu'européen, avec 34 titres de champion de Belgique, 9 Coupes de Belgique, 12 Supercoupes, 2 Coupes des Coupes, 1 Coupe UEFA et 2 Supercoupe d'Europe. Seul le FC Malines a également remporté des trophées au niveau européen, 1 Coupe des Coupes et une Supercoupe d'Europe. Derrière le club bruxellois, on trouve le FC Bruges avec 14 titres et 10 Coupes, l'Union St. Gilloise avec 12 titres et 3 Coupes, et le Standard de Liège avec 10 titres et 8 Coupes. Ce sont les quatre seuls clubs à avoir remporté au moins 10 titres de champion de Belgique.

### Les débuts
Le sport a été importé en Belgique depuis l'Angleterre. À la fin du XIXe siècle, on pratique le football dans certaines écoles anglaises bruxelloises, au collège brugeois des Frères Xaviériens et dans la région de Gand. Les employés de sociétés anglaises jouent également à ce sport à Anvers et dans la région liégeoise, par exemple aux usines Cockerill.
L'Union belge des sociétés de sports athlétiques (UBSSA) voit le jour en 1895. Les dix associations fondatrices pratiquent alors l'athlétisme et le football, et disputent pour la plupart des matches amicaux contre d'autres équipes de leurs régions respectives. Ces dix clubs décident d'organiser un championnat national, à l'instar de ce qui existe déjà en Angleterre et en Écosse notamment. Ces dix clubs fondateurs sont les suivants : 
- Antwerp Football Club
- Football Club Brugeois
- Football Club Liégeois
- Léopold Club de Bruxelles
- Racing Club de Bruxelles
- Sporting Club de Bruxelles
- Union FC d'Ixelles
- Association Athlétique La Gantoise
- Verviers Football Club
- Athletic and Running Club de Bruxelles

Parmi ces dix pionniers, cinq existent toujours en 2017 : l'Antwerp, Bruges, Liège, le Léopold et La Gantoise.
La fédération opte pour une formule de championnat à poule unique dans laquelle chaque club rencontre ses adversaires deux fois, une fois à domicile et une fois à l'extérieur, suivant le modèle du championnat anglais. Une victoire rapporte deux points, un match nul un, et une défaite aucun. La compétition est baptisée Coupe de championnat, et remportée par le Football Club Liégeois. Le club liégeois remporte trois des quatre premières éditions du championnat national, avant d'être éclipsé par l'émergence des clubs bruxellois.

### Extension progressive dans tout le pays
À la création du championnat, il n'y a qu'une seule division nationale, à laquelle les clubs sont admis en fonction de divers critères, pas uniquement sportifs, le nombre d'engagés variant de saison en saison. La fédération organise également un championnat baptisé « Division 1 » à partir de 1896, qui voit s'affronter les équipes réserves des clubs évoluant dans le championnat principal, rejointes au fil des saisons par d'autres clubs désireux de participer à la compétition nationale.
À partir du XXe siècle, le football s'étend petit à petit à l'ensemble du pays, et des compétitions régionales sont organisées, donnant accès pour les meilleures équipes à un tour final national. Le championnat national est renommé « Division d'Honneur », nom qu'il conservera jusqu'en 1952. Plusieurs équipes vont ainsi être autorisées à prendre part au championnat de Belgique par ce biais, dont notamment l'Union Saint-Gilloise, admise après avoir largement dominé cette compétition annexe et infligé de sévères corrections à tous ses adversaires. Ce club s'installe rapidement au faîte de la hiérarchie nationale, et domine le paysage footballistique belge, remportant sept titres entre ses débuts en 1902 et le déclenchement de la Première Guerre mondiale, soit treize saisons jouées.
La fédération nationale décide de passer à un système de promotion/relégation purement sportif au terme de la saison 1905-1906. À partir de cette saison, le club qui termine dernier de « Division d'Honneur » est renvoyé vers les championnats régionaux, tandis que le vainqueur de « Division 1 » est admis dans le championnat national, à condition qu'il ne soit pas une équipe réserve d'un club déjà engagé. Le premier club ainsi relégué est le Beerschot, tandis que le Sporting Club Courtraisien est le premier club promu.
En 1909, l'UBSSA crée officiellement un second niveau national, qui prend le nom de « Promotion ». Le Racing de Gand, relégué du championnat précédent, fait partie des clubs fondateurs de ce second niveau national, en compagnie de dix autres clubs choisis selon des critères sportifs (anciens participants à la Division d'Honneur ou au tour final de Division 1) et géographiques, les clubs étant répartis dans cinq des neuf provinces que compte le pays. Des compétitions régionales ont toujours lieu pour déterminer un ou plusieurs montants éventuels vers la Promotion, mais la fédération conserve un « principe d'élection » durant plusieurs années.
En Division d'Honneur, les clubs bruxellois décrochent la majorité des titres avant la Première Guerre mondiale. En plus des sept titres de l'Union déjà évoqués, le Racing Club de Bruxelles en remporte six, et le Daring Club de Bruxelles deux. Seuls le Football Club Liégeois et le Cercle Sportif Brugeois, avec respectivement trois et un titre, viennent troubler la mainmise des clubs de la capitale.

### Régression au niveau international
L'après Coupe du monde 2002 est difficile à digérer pour l'équipe nationale belge. Robert Waseige avait annoncé son départ avant de s'envoler pour le mondial japonais, et Aimé Anthuenis, double champion avec Anderlecht, est nommé à la tête de la sélection. Des cadres de l'équipe en fin de carrière prennent leurs distances avec la sélection : Johan Walem, Gert Verheyen et Marc Wilmots raccrochent après le huitième de finale Belgique-Brésil (0-2).
Les objectifs à court terme sont de se qualifier pour l'Euro 2004 au Portugal. La Belgique est versée dans un groupe difficile comprenant la Bulgarie, la Croatie, Andorre et l'Estonie. Le 7 septembre 2002, les Diables ratent leur entame face à la Bulgarie. Ils sont défaits sur le score de 0-2. Ils restent cependant en course grâce à deux victoires en Andorre (0-1) et en Estonie (0-1). Mais début 2003, les Diables sombrent à Zagreb, et repartent de Croatie battus sur le score de 4-0. Le poste de gardien est montré du doigt car Franky Vandendriessche (Excelsior Mouscron) n'a pas répondu aux attentes. En juin 2003, la Belgique prend un point en Bulgarie (2-2) grâce à Philippe Clément et un auto-but de Petrov. Les Diables assurent ensuite l'essentiel en battant Andorre à Gand (3-0). En septembre, les Belges font chuter la Croatie au Stade Roi Baudouin (2-1), et terminent les qualifications sur une victoire contre l'Estonie (2-0). Insuffisant pour accrocher les barrages. Les Diables finissent à la 3e place et sont éliminés.
L'entame des qualifications pour le mondial 2006 en Allemagne est catastrophique. À Charleroi, la Belgique ne peut faire mieux qu'un piètre match nul face à la Lituanie (1-1). Dans un groupe qui comprend aussi des grosses formations comme l'Espagne, la Serbie-Monténégro et la Bosnie, tout faux-pas est, en effet, malvenu. En octobre 2004, les Espagnols battent logiquement des Belges réduits à 9 après les exclusions sévères de Deflandre et Goor (2-0). Complètement dépassée, la sélection belge sombre à domicile face à la Serbie-Monténégro (0-2). Plus que résultat, le manque d'esprit saute aux yeux. Les critiques commencent à se faire virulentes, et la grosse défaite en amical en Égypte début 2005 (4-0) n'arrange rien à la position fragilisée du sélectionneur fédéral. Les Diables pensent se relancer à la faveur d'une victoire (4-1) contre la Bosnie. Mais les prestations sont irrégulières, et souvent décevantes. Le public belge se désintéresse peu à peu de son équipe représentative. Et la très difficile victoire à Saint-Marin (1-2) n'arrange rien. Les Diables accrochent ensuite les Serbo-Monténégrins chez eux (0-0), mais ce bon résultat est insuffisant. En septembre 2005, la Belgique perd ses dernières illusions en chutant en Bosnie (1-0). La victoire face au faible Saint-Marin (8-0) est inutile, et la campagne se termine en roue libre par deux nouvelles contre-performances : une défaite face à l'Espagne (0-2) et un nul en Lituanie (1-1). Pour la première fois depuis 1978, la Belgique rate une qualification pour la Coupe du monde. Aimé Anthuenis n'est pas prolongé au poste de sélectionneur et est remplacé par René Vandereycken, avec pour objectif de se qualifier pour l'Euro 2008 en Suisse et en Autriche.
Les matches amicaux sont encourageants. En mars, la Belgique s'impose dans la neige luxembourgeoise (0-2). Le match ne va pas à son terme, mais Luigi Pieroni, buteur muet, trouve enfin le chemin des filets. Les Diables s'imposent ensuite face à l'Arabie saoudite (2-1) et réalise un nul encourageant en Slovaquie (1-1). Lors de la venue de la Turquie à Genk fin mai, La Belgique menée sur sa pelouse égalise dans les arrêts de jeu via une tête de Carl Hoefkens (3-3). Devant des résultats aussi positifs, les supporters se remettent à espérer. Mais le début des qualifications est désastreux : un piètre match nul (0-0) face au modeste Kazakhstan, 140e nation mondiale. La manière fait autant débat que le score, car les Diables ne se sont jamais montrés dangereux. En conférence de presse, René Vandereycken affirme que le résultat n'est pas mauvais, car les Diables sont en tête! Sauf qu'aucune autre nation ne jouait ce soir-là. C'est le début d'une relation difficile entre le sélectionneur et la presse, et donc, le grand public. Les Belges s'imposent ensuite en Arménie (0-1). En octobre 2006, ils s'inclinent en Serbie (1-0) avant d'écarter l’Azerbaïdjan (3-0). Pour le dernier match de l'année, une grosse erreur de Daniel Van Buyten offre la victoire à la Pologne au Stade Roi Baudouin (0-1). Même les meilleurs joueurs de la sélection n'arrivent plus à atteindre leur niveau avec la sélection. Les Belges sont déjà décrochés, et le jeu proposé n'est pas à la hauteur des espérances. Début 2007, la Belgique est balayée au Portugal (4-0) et n'a jamais semblé en mesure d'inquiéter son adversaire. Le retour à Bruxelles en juin n'est pas plus favorable, et les Diables sont battus (1-2). Trois jours plus tard, ils s'inclinent encore face à la Finlande (2-0). L'espoir renaît vaguement en août 2007, à la faveur d'une belle victoire sur la Serbie (3-2). Kevin Mirallas et Moussa Dembele laissent entrevoir de belles perspectives. Mais début septembre, le Kazakhstan se met encore en travers de la route vers la Suisse et l'Autriche (2-2). Les Diables sont mathématiquement éliminés après un piètre nul à domicile face à la Finlande (0-0), ne devant même le fait de ne pas être battu qu'à une erreur de l'arbitre, qui annula un but valable côté finlandais. Les derniers résultats sont anecdotiques : une victoire 3-0 sur l'Arménie, une nouvelle défaite en Pologne (2-0) et une victoire en Azerbaïdjan (0-1). C'est le troisième grand tournoi consécutif manqué par la Belgique. Mais alors que les supporters et les journalistes se demandent qui va succéder à l'impopulaire Vandereycken, l'Union Belge prolonge le sélectionneur à la surprise générale! Le désamour entre la sélection et son public est consommé. En Wallonie, les matches à l'extérieur ne sont même plus diffusés par la chaîne qui en possède les droits, à savoir Club RTL.
La préparation pour le mondial 2010 en Afrique du Sud commence on ne peut plus mal : une défaite écrasante face au Maroc (1-4) au Stade Roi Baudouin, devant une foule acquise à la cause des Lions de l'Atlas. Seule éclaircie : le premier but en sélection du jeune Axel Witsel (Standard). Les Belges s'inclinent encore après de transparentes prestations en Italie (3-1) et en Allemagne (2-0). Pourtant, contre toute attente, les Diables négocient bien leur début de qualifications en écartant l'Estonie (3-2) à Sclessin. Impopulaire lui aussi, le gardien Stijn Stijnen est l'auteur d'un excellent match, permettant à son équipe de remporter la victoire. Quatre jours plus tard, les Belges tiennent tête aux Turcs chez eux (1-1). Et si les observateurs s'étaient trompés? Toujours est-il que l'Arménie est la nouvelle victime des nouveaux Diables (2-0). La venue de l'Espagne est un premier bon test, et il s'avère concluant, malgré une défaite 1-2. Les Belges ont tenu le choc face aux Espagnols, et auraient pu revendiquer mieux si l'arbitre n'avait annulé un but valable de Marouane Fellaini.
En mars 2009, la Belgique est à un tournant face à la Bosnie. La confrontation tourne au désastre : défaite à Genk (2-4), la sélection sombre en Bosnie (2-1) et est quasi éliminée. René Vandereycken est renvoyé. Frankie Vercauteren prend la suite des opérations, en attendant l'arrivée du Néerlandais Dick Advocaat, qui doit rejoindre la Belgique au terme des qualifications. La fin de campagne tourne au vinaigre avec deux humiliantes défaites en Espagne (5-0) et en Arménie (2-1). Vercauteren démissionne devant le manque de volonté du groupe et Advocaat anticipe sa prise de pouvoir pour les deux derniers matches. Son premier test est réussi : un doublé du revenant Émile Mpenza offre la victoire contre la Turquie (2-0). Mais quelques jours plus tard, les démons resurgissent à la suite d'un nouveau faux pas en Estonie (2-0). Le sélectionneur néerlandais remet les pendules à l'heure, notamment sur le plan disciplinaire. S'ensuivent trois matches amicaux intéressants : victoires contre la Hongrie (3-0) et le Qatar (2-0), défaite face à la Croatie (0-1). À la surprise générale, Advocaat abandonne la Belgique en avril 2010 pour prendre les rênes de la Russie. Il est remplacé par Georges Leekens. Celui-ci entame son deuxième mandat fédéral par une victoire in extremis face à la Bulgarie en mai (2-1, buts de Kompany et Lepoint).
Au niveau du classement de la FIFA, la régression belge est manifeste. Alors qu'ils occupaient la 16e place dans le classement de janvier 2003, la suite verra une descente aux enfers pour les Diables. Ils toucheront le fond en juillet et août 2007 avec une 70 et 71e place mondiale, et en septembre et octobre 2009 avec deux 68e places consécutives.

### Un vent de renouveau
L'arrivée de Georges Leekens est plutôt bien perçue des deux côtés de la frontière linguistique, et sa réussite avec les joueurs relativement anonymes du KV Courtrai lui vaut l'image d'un entraîneur qui sait tirer le meilleur de ses hommes. De plus, Marc Wilmots, dernier capitaine de la Belgique dans un grand tournoi, seconde le nouveau sélectionneur.
La première rencontre au Stade Roi Baudouin face à la Bulgarie incite à l'optimisme. Rapidement menés, les Belges égalisent à la 88e minute grâce à Christophe Lepoint, qui fêtait sa toute première sélection. Trois minutes plus tard, c'est Vincent Kompany qui donne la victoire à la Belgique (2-1). Malgré une défaite en Finlande (1-0), l'optimisme règne avant le début de la campagne qualificative pour l'Euro 2012.
Lors de sa première rencontre, à domicile contre l'Allemagne, la Belgique joue bien, mais s'incline sur une erreur défensive de Daniel Van Buyten, mise à profit par Miroslav Klose (0-1). Quelques jours plus tard, en Turquie, Daniel Van Buyten fait taire les critiques en réalisant un doublé. Mais les Turcs remportent le match à la suite d'erreurs défensives belges (3-2). Les Diables jouent bien mais sont trop fébriles derrière. En déplacement au Kazakhstan, la Belgique se reprend en s'imposant grâce à un doublé de Marvin Ogunjimi, qui fêtait sa première sélection (0-2). Lors de la venue de l'Autriche, les spectateurs voient des buts, mais la défense belge manque de rigueur et d'expérience. Menés 1-2 puis 2-3, les Belges égalisent par Ogunijimi à la 86e minute, avant que Lombaerts n'inscrive le 4-3 trois minutes plus tard. Mais la Belgique craque dans les arrêts de jeu (4-4). Nouvelle désillusion belge, et la qualification semble s'éloigner.
Le suspense est relancé avec les deux premières rencontres de 2011. Les Diables s'imposent en Autriche après une démonstration tactique, ponctuée par un doublé d'Axel Witsel (0-2). L’Azerbaïdjan oppose un peu plus de résistance, mais sombre au Stade Roi Baudouin (4-1). Si la division offensive rassure, la facilité avec laquelle les Belges encaissent inquiète. La venue de la Turquie en juin 2011 est un tournant, car une victoire placerait la Belgique idéalement. Si Marvin Ogunjimi ouvre rapidement le score, l'égalisation turque douche les espoirs belges. En deuxième période, Axel Witsel, héros du match à Vienne, tire un penalty au-dessus du but de Volkan. La chance est passée et le score n'évolue plus (1-1). Les Turcs ont désormais la main, d'autant que les Belges négocient très mal leur déplacement à Bakou : Timmy Simons ouvre le score sur penalty, mais l’Azerbaïdjan égalise à la 87e minute sur un repositionnement laxiste de la défense belge (1-1). La venue du Kazakhstan est bien négociée, et les Diables, vainqueurs 4-1, nourrissent un mince espoir de qualification. Il faut pour cela une victoire en Allemagne. Mais la Mannschaft fait preuve d'un réalisme froid et bénéficie d'une réussite maximale. les Allemands s'imposent 3-1, Marouane Fellaini sauvant l'honneur belge à trois minutes du terme.
Les Belges ont mieux joué lors de ces qualifications, et semblent avoir reconstitué une équipe capable de se qualifier à nouveau pour un grand tournoi. Mais son manque de maturité au niveau défensif a coûté des points, principalement contre l'Autriche et en Azerbaïdjan. La Belgique manque là son cinquième grand tournoi consécutif. Mais les matches amicaux de fin d'année contre la Roumanie (victoire 2-1) et en France (0-0) sont prometteurs.
La Belgique reprend 2012 avec un match nul en Grèce le 29 février (1-1). Nouvelle erreur défensive belge sur le but grec, rattrapée par le deuxième but en sélection de Nacer Chadli. C'est aussi le dernier match de Georges Leekens à la tête de la sélection : le 13 mai 2012, il quitte les Diables à la surprise générale pour signer au FC Bruges. Marc Wilmots assure l'intérim pour la venue du Monténégro le 25 mai (2-2) et pour le déplacement en Angleterre (défaite 1-0). Les Belges font le jeu mais manquent de réalisme tant derrière que devant. La dernière passe fait souvent défaut, et le manque d'arrières latéraux pose un problème. Cependant, les Diables font à nouveau le jeu, et sont à nouveau soutenus par leur enthousiaste public. Le 7 juin 2012, Marc Wilmots est confirmé en tant que sélectionneur belge, avec pour mission de qualifier son équipe pour le Mondial 2014 au Brésil. La Belgique aura pour adversaires la Croatie, la Serbie, l'Écosse, la Macédoine et le Pays de Galles.
Très vite, les espoirs immenses placés dans les Diables rouges sont confirmés par une série de bons résultats. La Belgique s'impose sur le score concluant de 0-2 au Pays de Galles (buts de Vincent Kompany et Jan Vertonghen) avant de réaliser un nul correct à domicile contre la Croatie (1-1, but de Guillaume Gillet). Le déclic se produit à Belgrade lorsque la Belgique l'emporte 0-3 contre la Serbie pourtant favorite (buts de Christian Benteke, Kevin De Bruyne et Kevin Mirallas). Les Diables confirment quelques jours plus tard contre l'Écosse (2-0, buts de Christian Benteke et Vincent Kompany). Après 4 matchs, la Belgique est première de son groupe, à égalité avec la Croatie.
Malgré une défaite en match amical contre la Roumanie en novembre 2012 (2-1, but de Christian Benteke), la Belgique confirme sa forme en amical en battant la Slovaquie 2-1 en février 2013  (buts d'Eden Hazard sp et de Dries Mertens). Si les Belges avaient pris l'habitude, depuis 2002, de louper les confrontations cruciales malgré un potentiel indéniable, il est clair que cette fois la mayonnaise prend: la Belgique, pour ses 5e et 6e matches de qualification, bat deux fois la Macédoine 0-2 (buts de Kevin De Bruyne et Eden Hazard) et 1-0 en mars 2013 (but d'Eden Hazard).
Après un match de préparation tout aussi concluant (victoire 2-4 contre les États-Unis à Cleveland), la Belgique enfonce le clou en match de qualification en battant à domicile la Serbie sur le score de 2-1 le 7 juin 2013 (buts de Kevin De Bruyne et Marouane Fellaini). Grâce à ce succès, elle assure  mathématiquement sa 2e place du groupe, conforte sa première place à la suite de la défaite surprise de la Croatie contre l'Écosse (0-1) et atteint la 10e place du classement FIFA. Après un nul convaincant à domicile contre la France en match amical en août (0-0), la Belgique entame la dernière ligne droite vers le Brésil et sa  coupe du monde: Écosse, Croatie et Pays de Galles sont au programme. La Belgique part cependant favorite avec 19 pts sur 21. Elle confirme son statut en disposant de l'Écosse le 6 septembre 2013 à Hampden Park (0-2, buts de Steven Defour et Kevin Mirallas). Dans le même temps, la Croatie ne peut faire mieux qu'un match nul (1-1) contre la Serbie. La Belgique est donc dans une position idéale à la veille de la rencontre cruciale contre la Croatie: avec 5 points d'avance sur l'équipe à damiers, les Belges peuvent se contenter d'un nul pour valider leur billet pour le Brésil.
Mais Marc Wilmots et ses joueurs ne l'entendent pas de cette oreille. Si un nul en Croatie suffit effectivement pour assurer la qualification belge, les Diables Rouges se montrent conquérants et s'imposent 1-2 au Stade Maksimir de Zagreb (doublé de Lukaku aux 15e et 38e minutes). La Belgique devient ainsi le troisième pays européen (après l'Italie et les Pays-Bas) à se qualifier pour le Mundial 2014. Le 10e et dernier match de qualification, désormais de gala, oppose les Belges au Pays de Galles. L'enjeu est simple: en cas de victoire, la Belgique peut se hisser à la 4e place du classement FIFA, voire à la 3e place si l'Allemagne ne gagne pas en Suède. Conséquence: les Diables seraient assurés d'être versé dans le pot 1 des têtes de série en vue du tirage au sort des poules de la Coupe du monde (le 6 décembre 2013).
Les Belges ne parviennent néanmoins pas à vaincre la modeste formation galloise, et doivent se contenter du match nul 1-1 (but de Kevin De Bruyne), en dépit des nombreuses occasions créées. Malgré cette contre-performance anecdotique, la Belgique grimpe à la 5e place du classement FIFA, le meilleur de son histoire. Elle assure également sa place dans le pot 1 en vue du tirage au sort des poules de la Coupe du monde 2014.

### Coupe du monde 2014 (Brésil)
La Belgique, enfin qualifiée pour une coupe du monde, entame sa préparation contre la Colombie et le Japon (14 et 19 novembre 2013). Ces deux confrontations se soldent par autant de défaites. Malgré une bonne première mi-temps, les Diables boivent la tasse contre la Colombie (0-2). Les Japonais disposent quant à eux de l'équipe belge sur le score de 2-3.
Le 6 décembre 2013, le tirage au sort de la phase finale débouche sur un résultat favorable pour la Belgique. Les Diables rouges sont versés dans le pot H, face à l'Algérie, la Russie et la  Corée du Sud.
La préparation du Mondial commence véritablement contre la Côte d'Ivoire, le 5 mars 2014. Malgré un but de Radja Nainggolan pour sa première cap, suivi d'une réalisation de Fellaini, la Belgique se fait finalement rejoindre au score suit à deux buts ivoiriens consécutifs (Drogba et Gradel).
La préparation du Mondial proprement-dite démarre avec un stage à Knokke-Heist et un premier match amical contre le Luxembourg. Malgré le carton réalisé par les Diables (5-1, dont un triplé de Lukaku), le match ne sera pas validé par la FIFA, Marc Wilmots ayant effectué sept changements au lieu des six autorisés. La préparation se poursuit avec une confrontation contre la Suède remportée 0-2, puis contre la Tunisie à domicile (1-0, le match ayant été interrompu pendant près de 30 minutes en raison d'une averse de grêle).
Après s'être envolés pour le Brésil, les Diables entrent dans la compétition le 17 juin face à l'Algérie. Après un début de match catastrophique (ouverture du score algérienne sur penalty), les Belges se reprennent en seconde mi-temps via Fellaini puis, dans la foulée, Mertens sur contre-attaque.
Le 22 juin, la Belgique arrache la victoire (1-0, but d'Origi à la 88e minute) face à la Russie, puis confirme le 26 juin en battant la Corée du Sud 1-0 (but de Vertonghen). Avec 9 points sur 9, la Belgique finit logiquement en tête du groupe H et se qualifie pour les huitièmes de finale contre les États-Unis, match programmé le 1er juillet. Après 90 minutes de domination stérile (malgré le nombre impressionnant de frappes belges et d'arrêts de Tim Howard, le gardien US), la Belgique débloque le score durant les prolongations, via De Bruyne puis Lukaku avant de se faire peur dans les dernières minutes après la réduction du score américaine.
Qualifiée pour les quarts de finale pour la première fois depuis 1986, la Belgique affronte l'Argentine de Messi. Elle quitte la compétition après s'être inclinée 1-0 (but d'Higuain).

### Coupe du monde 2018 (Russie)
La Belgique après une phase de poule facile sort première de son groupe et s'en va rencontrer le Japon en huitième de finale. Après une première mi-temps catastrophique contre le Japon, les Belges sont menés 2-0. Pendant la seconde mi-temps, la Belgique, menée par un Hazard en grande forme, finit par égaliser puis remporter le match 3-2.
En quart de finale de coupe du monde, le Brésil s'avance face aux Diables Rouges. La première mi-temps est largement à l'avantage des Diables, qui mène 2-0 après un but contre son camp brésilien et une jolie frappe de De Bruyne à la suite d'un très gros travail de Lukaku. La deuxième mi-temps ne voit pas d'évolution du score et les Belges se qualifient pour la demi-finale face à la France.
En demi-finale, les Diables Rouges commencent fort et assiègent le camp français. C'est à partir de la 20e minute que le vent change et l'équipe de France prend le dessus jusqu'à la mi-temps en multipliant les occasions. La seconde mi-temps commence mal pour les Belges qui prennent un but sur corner par le défenseur central Samuel Umtiti. Le bloc français se replie alors et l'équipe belge prend possession du ballon, malheureusement pour une domination stérile et surtout très bien contrée par la défense française. Le périple de la Coupe du monde en Russie s'arrête là pour l'équipe belge qui remporte néanmoins la petite finale face à l'Angleterre.

## Équipe nationale
L'équipe nationale est connue sous le surnom Les Diables Rouges. Le premier match de l'équipe nationale se dispute le 1er mai 1904 (3-3 contre la France). Lors des Jeux olympiques d'Anvers en 1920, la Belgique obtint la médaille d'or en football. La meilleure prestation en Coupe du monde est une troisième place lors du mondial 2018 en Russie. En championnat d'Europe, l'équipe belge s'est classée troisième en 1972 en Belgique et deuxième en 1980 en Italie.

## Organisation
L'URBSFA organise plusieurs niveaux de compétitions. Le plus haut niveau est la première division nationale (D1 ou Jupiler Pro League). Sous ce niveau viennent actuellement trois autres niveaux nationaux: une deuxième division, une troisième division en deux séries (A et B) et une quatrième division constituée de quatre séries appelées Promotions (A, B, C et D). Sous ces divisions nationales existent des divisions provinciales (quatre niveaux pour chaque provinces) et qui sont gérées par un comité provincial distinct pour chaque province.
Dans le tableau suivant, les noms commerciaux utilisés depuis les années 2000, tels Ligue Jupiler pour la Division 1 ou Exqi League pour la Division 2, ne sont pas pris en compte.
| De        | À         | Niveau I             | Niveau II   | Niveau III         | Niveau IV          | Niveau V                  | Niveau VI             |
| --------- | --------- | -------------------- | ----------- | ------------------ | ------------------ | ------------------------- | --------------------- |
| 1895-1896 | 1897-1898 | Coupe de Championnat |             |                    |                    |                           |                       |
| 1898-1899 | 1899-1900 | Division 1           |             |                    |                    |                           |                       |
| 1900-1901 | 1908-1909 | Division d'Honneur   |             |                    |                    |                           |                       |
| 1909-1910 | 1925-1926 | Division d'Honneur   | Promotion   |                    |                    |                           |                       |
| 1926-1927 | 1951-1952 | Division d'honneur   | Division 1  | Promotion          |                    |                           |                       |
| 1952-1953 | 2015-2016 | Division 1           | Division 2  | Division 3         | Promotion          | Première Provinciale (9x) |                       |
| 2016-2017 | 2019-2020 | Division 1A          | Division 1B | Division 1 Amateur | Division 2 Amateur | Division 3 Amateur        | 1re Provinciale (10x) |
| 2020-2021 | ...       | Division 1A          | Division 1B | Nationale 1        | Nationale 2        | Nationale 3               | 1re Provinciale (10x) |

- Championnat national
- Championnat provincial

À partir de la saison 2020-2021, la terminologie des séries, changée en 2016, est une nouvelle adaptée. Pour le "football amateur", exit on parle désormais de Nationale 1, 2 et/ou 3. Le vocable amateur n'est plus mentionné. La variante principalement autorisée et employée tant par la fédération (dès le tirage au sort de la Coupe de Belgique 20120-2021 en juillet 2020) que par les médias est 1re, 2e, et/ou 3e (division) nationale.
En parallèle à ces championnats, la Coupe de Belgique de football est une organisée avec un système de play-off et d'élimination directe. Dans les premiers tours, seules les équipes évoluant en divisions provinciales se rencontrent. Au fur et à mesure des tours, les équipes des divisions nationales entrent en lice.
Le vainqueur de la Coupe de Belgique et le champion de D1 s'affrontent pour remporter la Supercoupe de Belgique.

## Clubs

### Matricules
À la suite d'une popularité croissante et rapide du football à la fin des années du XIXe siècle, plusieurs clubs virent le jour en Belgique. En 1926, Alfred Verdyck, Secrétaire Général de l'URBSFA, imagina et proposa d'attribuer un numéro de matricule à chaque club affilié à la Fédération belge. Considéré comme le plus ancien club du pays, le Royal Anvers FC se vit attribuer le matricule no 1. Chaque club reçut un numéro en fonction de son ancienneté. Certains choix soulevèrent (et soulèvent encore) des désaccords. Le numéro de matricule le plus élevé est actuellement le no 9472 du FCM Uccle.
De nombreux numéros de matricules n'existent plus à la suite des disparitions de clubs ou aux fusions d'autres pour former de nouveaux clubs. Lorsque deux clubs (ou plus) fusionnent, ils doivent choisir quel matricule ils conservent. En général, le matricule le plus ancien ou le plus prestigieux — celui qui a reçu le plus d'honneur — est conservé. Parfois, le matricule est également choisi en fonction du niveau. Le nouveau club débute en effet le championnat suivant au niveau où aurait dû jouer l'ancien club portant le matricule choisi.
À noter que la règle en cas de fusion évolua avec le temps. De nombreuses fusions réalisées durant ou au sortir de la Seconde Guerre mondiale engendrèrent la création d'un nouveau numéro et la disparition des plus anciens (Eupen, Waregem, u2026)
Les dix premiers matricules sont :
1. Royal Antwerp FC ;

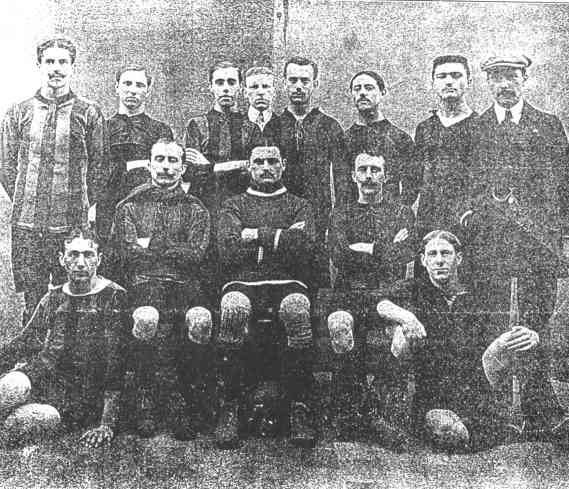
L'équipe du Daring Club de Bruxelles 1911-1912

2. Daring Club de Molenbeek (club disparu) Acheté par Daring Brussels en 2025 ;
3. Club Brugge KV ;
4. R. FC Liège ;
5. Royal Leopold Uccle FC ;
6. K. FC Rhodienne-Verrewinkel (échange de matricule en 1963) ;
7. K. AA Gent ;
8. RC. S Verviétois ;
9. Royal Dolhain FC ;
10. Royale Union Saint-Gilloise.

#### Litiges matriculaires
Ces « vieux litiges » font désormais partie du folklore du football belge entre sympathisants de clubs. À titre d'exemple, citons le litige gantois qui concerne les deux anciens clubs, toujours en activité, K. AA Gent et K. RC Gent-Zeehaven. La Gantoise se vit attribuer le 7 alors que le Racing de Gand (son nom à l'époque) reçut le 11. Les Racingmen crièrent au scandale. Ils estimèrent leur club, issu d'une fusion en avril 1899 entre différents clubs de la localité, plus ancien que La Gantoise, dont la section football ne vit le jour qu'en 1900. Le choix de la fédération prenait en fait en compte la date de 1864 comme fondation de la AA La Gantoise, société gymnique et athlétique.
Un désaccord identique opposa les Brugeois. Le « Cercle », numéroté 12, estima injuste d'être si éloigné du 3 offert au « Club ».

### Dénomination
Le nom d'un club belge est généralement constitué du nom de la ville où il évolue et d'un préfixe et/ou suffixe. Vu le trilinguisme du pays (communautés néerlandophone, francophone et germanophone), la langue utilisée dans le nom des clubs varie également. Pour des raisons historiques et culturelles propres à la Belgique, beaucoup de clubs flamands ont porté à l'origine des noms en français mais en ont changé pour des noms en néerlandais entre le début du XXe siècle et la fin des années 1960. En outre, beaucoup de clubs ont connu de fréquents changements de dénomination. Les raisons sont multiples: choix d'une autre langue, fusion, déménagement, jubilé, obtention du titre de société royale. Pour toutes ces raisons, un certain nombre de clubs belges porte ainsi un nom combinant plusieurs villes et/ou qualificatifs (reflets de fusions passées), par exemple : FC Molenbeek Brussels Strombeek, SV Zulte Waregem ou encore, cas extrême, Football Club Verbroedering Denderhoutem Denderleeuw Eendracht Hekelgem (généralement abrégé en Dender ou FCV Dender EH).
Un club peut également recevoir le titre honorifique de société royale (tout comme d'autres associations et organisations en Belgique) après plusieurs années d'existence. Avant 1958, la durée de vie nécessaire à l'obtention de ce titre était de 25 ans. Entre 1958 et 1968, la règle fixait l'âge à 35 années d'existence. Depuis 1968, une association doit attendre son cinquantième anniversaire pour obtenir le titre. Une fois obtenu, les clubs ajoutent la mention de ce titre à leur dénomination officielle (koninklijk  en néerlandais, royal(e) en français, königliche en allemand).
Les listes ci-dessous reprennent une grande partie des préfixes et suffixes (et de leurs abréviations) les plus rencontrés dans les deux langues majoritairement parlées en Belgique, le néerlandais et le français.
Les abréviations vous sont présentées par ordre alphabétique dans la langue concernée.

#### Abréviations pour les clubs francophones
| Abrév. | Signification          | Remarques |
| AA     | Association Athlétique | « ARA » pour Association Royale Athlétique |
| AEC    | Albert Elisabeth Club  | |
| AS     | Association Sportive   | |
| CB     | « Club de Bruxelles »  | s'applique comme suffixe aux anciens cercles bruxellois (Daring, Léopold, Racing...)                                                                 |
| CS     | Cercle Sportif         | dans le cas où il s'agirait de « Club Sportif », cela sera indiqué en toutes lettres                                                                 |
| Ent.   | Entente                | On privilégie l'écriture en toutes lettres. |
| Excel. | Excelsior              | On privilégie l'écriture en toutes lettres. |
| FAC    | Football Athletic Club | |
| FC     | Football Club          | |
| JS     | Jeunesse Sportive      | |
| LC     | Léopold Club           | on privilégie l'écriture en toutes lettres. |
| R.     | Royal Royale           | club reconnu comme Société Royale. Placé devant la dénomination. Le « . » sert à différéncier le « R » des appellations « Racing », « Rapide », etc. |
| RC     | Racing Club            | |
| RU     | Royale Union           | "RUS" pour Royale Union Sportive |
| SC     | Sporting Club          | |
| SR     | Société Royale         | club reconnu comme Société Royale, , le plus souvent placé à la fin la dénomination                                                                  |
| UR     | Union Royale           | |
| US     | Union Sportive         | |

#### Abréviations pour les clubs néerlandophones
| Abrév. | Signification               | Traduction |
| AEC    | Albert Elisabeth Club       | |
| AS     | Athletische Sportvereniging | version néerlandaise "d'Association Sportive athlétique" |
| AV     | Athletische Vereniging      | version néerlandaise "d'Association Athlétique" |
| Eendr. | Eendracht                   | version néerlandaise de "Union". On privilégie l'écriture en toutes lettres.                                                                                   |
| Excel. | Excelsior                   | On privilégie l'écriture en toutes lettres. |
| FAC    | Football Athletic Club      | |
| FC     | Football Club               | |
| K.     | Koninklijk Koninklijke      | club reconnu comme Société Royale. . Placé devant la dénomination. Le « . » sert à différéncier le « K » des appellations « Klub », « Kring », etc.            |
| KE     | Koninklijke Eendracht       | version néerlandaise "d'Union Royale" ou de "Royale Union". |
| KM     | Koninklijke Maatschappij    | club reconnu comme Société Royale. Le plus souvent placé après la dénomination.                                                                                |
| KV     | Koninklijke Voetbalclub     | version néerlandaise de "Royal Football Club" |
| LC     | Leopold Club                | sans accent en néerlandais. On privilégie l'écriture en toutes lettres.                                                                                        |
| RC     | Racing Club                 | |
| SC     | Sporting Club               | dans le cas où il s'agirait de « Sport Club » ou « Sportclub », cela sera indiqué en toutes lettres                                                            |
| SK     | Sportkring                  | version néerlandaise de « Cercle de Sports » ou par extension « Cercle Sportif »                                                                               |
| SV     | Sportvereniging             | version néerlandaise "d'Association Sportive" |
| VC     | Voetbal Club                | version néerlandaise de "Football Club" |
| Verbr. | Verbroedering               | version néerlandaise de « Amicale » ou « Entente ». On privilégie l'écriture en toutes lettres.                                                                |
| VK     | Voetbal Klub                | version néerlandaise de "Football Club" |
| VV     | Voetbalvereniging           | version néerlandaise "d'Association de Football" |
| V&V    | Vlug en Vrij                | littéralement « Vite et Libre ». souvent abrégé « VV » et donc on privilégie l'écriture en toutes lettres pour éviter la confusion avec « Voetbalvereniging ». |

### Flamandisation des noms de clubs
La flamandisation des noms de clubs est la transformation, par les clubs de la région flamande du pays, de leur appellation, qui est alors adaptée (traduite) en néerlandais. Ce phénomène a lieu essentiellement entre la fin des années 1960 et le tout début de la décennie suivante.
Sans entrer dans une analyse qui n'a pas sa place ici et sans lancer un débat qui l'a encore moins, rappelons la situation sociale générale qui prévaut en Belgique lorsque le football s'implante dans le pays, à la fin du XIXe siècle. La nation compte déjà deux groupes linguistiques bien distincts : l'un francophone, l'autre néerlandophone. Le groupe germanophone est anecdotique d'autant qu'une grande part des actuels Cantons de l'Est sont rattachés à l'Empire allemand depuis 1871. Mais, dans la partie du nord du pays, l'élite bourgeoise et/ou aristocratique est éminemment francophone. On pourrait même avancer le terme de francophile. Les responsables politiques et économiques s'expriment en français, laissant le flamand aux couches sociales les moins aisées. Cet état de fait persiste jusqu'au terme de la Première Guerre mondiale. Dans les quatre décennies suivantes, le mouvement flamand se développe et s'intensifie. Ses revendications n'ont rien de flamingantes, elles sont totalement légitimes eu égard à la situation précitée. C'est finalement la première génération insouciante de longue date (puisqu'elle n'a connu aucune guerre et vit dans un contexte économique favorable) qui provoque la radicalisation.
En 1962 est votée la nouvelle Législation sur l'usage des langues en Belgique (appelées Lois Gilson). C'est à ce moment que la frontière linguistique est établie. Entre novembre 1967 et mai 1968 a lieu l'épisode du Walen Buiten, Poussés par les plus radicaux du mouvement nationaliste flamand, les étudiants néerlandophones de l'Université catholique de Louvain réclament le départ des étudiants francophones parce que l'université est située en Région flamande.
Les paragraphes ci-dessus font comprendre pourquoi de très nombreux clubs flamands portent des appellations francophones lors de leur création : La Gantoise, AS Ostendaise, FC Brugeois, Cercle Brugeois, CS Courtraisien, FC Malinois, RC de Gand, RC de Malines, etc. C'est le choix de leurs dirigeants qui, comme de tous temps, sont des personnes aisées financièrement. Au début du XXe siècle, dans le chef de certains clubs, la valorisation de leur qualité de club flamand se fait avec le geste rebelle qu'est le choix des couleurs Jaune et Noir", comme Berchem Sport ou dans les années 1930 avec le THOR Waterschei. Mais dans ces cas, il s'agit de clubs purement ouvriers et/ou de gens simples.

### Résultats européens

#### Clubs
Le Sporting d'Anderlecht et le FC Malines sont les seuls à avoir remporté une compétition européenne. Le Standard de Liège, le Club de Bruges et l'Antwerp ont été finalistes. Voici la liste des vainqueurs et finalistes belges en compétitions européennes :
- Ligue des champions de l'UEFA :  
  - Finaliste :
    - Club Bruges KV (1978)
- Coupe d'Europe des vainqueurs de coupe de football:  
  - Vainqueurs :
    - Royal Sporting Club Anderlecht (1976 et 1978)
    - FC Malines (1988)

  - Finalistes :
    - Royal Sporting Club Anderlecht (1977 et 1990)
    - Standard Liège (1982)
    - Royal Antwerp FC (1993)
- Coupe UEFA :
  - Vainqueurs :
    - Royal Sporting Club Anderlecht (1983)

  - Finalistes :
    - Club Bruges KV (1976)
    - Royal Sporting Club Anderlecht (1984)
- Coupe des villes de foires :
  - Finaliste :
    - Royal Sporting Club Anderlecht (1970)
- Supercoupe de l'UEFA :
  - Vainqueurs :
    - Royal Sporting Club Anderlecht (1976 et 1978)
    - FC Malines (1988)

#### Joueurs

##### Ligue des champions
Éric Gerets était le seul joueur belge à avoir remporté la Coupe des clubs champions européens en 1988 avec le PSV Eindhoven, jusqu'à ce qu'il soit rejoint par Daniel Van Buyten lors de la Ligue des Champions 2012-2013 remportée avec le Bayern Munich. Tandis que Raymond Goethals est le seul entraîneur belge à avoir remporté cette même Coupe des clubs champions européens en 1993 avec l'Olympique de Marseille.
Le niveau le plus haut atteint par un joueur belge en Ligue des champions de l'UEFA (depuis 1993) était la demi-finale jusqu'en 2010. C'est le cas pour deux joueurs: Enzo Scifo en 1993-1994 avec l'AS Monaco (AC Milan-AS Monaco 3-0) et Philippe Léonard en 1997-1998 avec l'AS Monaco (Juventus-AS Monaco 4-1 ; AS Monaco-Juventus 3-2 ). Mais en 2009-2010, Daniel Van Buyten se qualifie pour la finale de la Ligue des champions, avec le Bayern Munich. Il la remportera en 2012-2013 avec ce même club contre Dortmund. Dans les années suivantes, Simon Mignolet et Divock Origi (les deux Liverpool FC en 2019) Thibaut Courtois (Real Madrid, 2022 + 2024), Eden Hazard (Real Madrid, 2022) et Kevin de Bruyne (Manchester City, 2023) ont remporté la Ligue des champions.

## Stades de plus de20 000 places
- Stade Roi Baudouin 50 000 places. Plusieurs activités dont les matchs de l'équipe nationale belge de football
- Stade Jan Breydel 29 975 places. Clubs: Club Bruges KV et Cercle Bruges KSV
- Stade Maurice Dufrasne 27 670 places. Club: Standard de Liège
- Cegeka Arena 23 718 Places. Club: KRC Genk
- Lotto Park 21 500 places. Club: RSC Anderlecht
- Stade Artevelde 20 000 Places. Club: KAA La Gantoise

## Répartition des titres de séries nationales par province
La province est la plus « petite unité administrative » du football belge en termes de division avec promotion ou relégation. Au sein d'une même province il peut exister des « Ententes » régionales et/ou locales mais celles-ci ne traitent majoritairement que de problèmes organisationnels secondaires. Il existe aussi des « Ententes » pour les arbitres.
Jusqu'en juin 2017, la Fédération belge se base sur les 9 provinces historiques du pays. À partir de la saison 2017-2018, l'URBSFA tient compte de la scission intervenir dans le cadre d'une des diverses réformes constitutionnelles connues par le pays, à savoir celle partageant le Brabant en deux entités (depuis le 1er janvier 1995), l'une francophone (dépendant de l'ACFF) et l'autre néerlandophone (dépendant du VV). On totalise depuis lors 10 Provinces, chacune ayant une Première provinciale et des divisions inférieures dont le nombre varie selon le nombre de clubs affiliés. Lors de cette partition, les cercles géographiquement localisés en région bruxelloise doivent simplement faire connaître à l'Union Belge leur préférence linguistique. La grande majorité d'entre-eux opte pour le statut francophone et dépendent depuis lors de l'ACFF.
Un an avant la scission brabançonne évoqué ci-dessus, soit depuis la saison 2016-2017, les séries nationales du football belge se subdivise en cinq niveaux, dont les deux premiers sont réservés aux clubs sous « statut professionnel ». Les trois niveaux suivants sont considérés comme nationaux par la fédération qui, en  2020, les renomme « Nationale 1 », « Nationale 2 » et « Nationale 3». Les étages 4 et 5 de cette structure pyramidale sont joués selon une répartition linguistique régionale.
Les tableaux ci-après vous propose la répartition des titres conquis par province. Attention, selon les divisions et les époques le nombre de séries a évolué et certaine ont fourni plusieurs champions annuels. Seule la « plus haute division » (Championnat, Division 1, Division d'Honneur, Division 1, Division 1A) a connu un seul « champion » par saison.
Le premier tableau résume le calcul du nombre champions par division. Le suivant détaille la conquête des titres par province, en tenant compte de lke.la subdivision actuelle.

### Détails du nombre de séries (champions) par niveau
Calculs arrêtés au terme de la saison 2024-2025. Parce que toutes les compétitions amateurs de la saison 2021-22 ont été arrêtées après 4 tours en raison du Pandémie de Covid-19 , il n'y a pas de champion amateur cette saison.

#### Niveau I
créé en 1896 sous l'appellation de « Coupe de Championnat »
concerne selon les époques, les appellations « Championnat », « Division 1 », « Division d'Honneur », « Jupiler Pro League » et/ou « Division 1A ».
- 122 saisons = autant de champions

#### Niveau II
créé en 1909 sous l'appellation de « Promotion »
concerne selon les époques, les appellations « Promotion », « Division 1 », « Division 2 », « Proximus League », « Division 1B » et/ou « Challenger Pro League ».
- 108 saisons, soit  (87 x 1 champion) + (21 x 2 champions)= 87+ 42 = 129 sacres.

#### Niveau III
créé en 1926 sous l'appellation de « Promotion »
concerne selon les époques, les appellations « Promotion », « Division 3 », « Division 1 Amateur ». « Nationale 1 » à partir de 2020.
- 96 saisons, soit (5 x 3 champions) + (18 x 4 champions) + (65 x 2 champions) + (7 x 1 champion) = 15+72+130+7 = 224 sacres.

#### Niveau IV
créé en 1952 sous l'appellation de « Promotion »
concerne selon les époques, les appellations « Promotion », « Division 2 Amateur ». « Nationale 2 » à partir de 2020.
- 73 saisons, soit (64 x 4 champions) + (8 x 3 champions) =256 + 24 = 280 sacres.

#### Niveau V
créé en 2016 sous l'appellation de « Division 3 Amateur »
devient la « Nationale 3 » à partir de 2020.
- 9 saisons, soit 8 x 4 champions = 32 sacres.

### Répartition des titres par province
Statistiques arrêtées au terme de la saison 2023-2024
| #  | Provinces                       | TOTAL | I   | II  | III | IV  | V  |
| -- | ------------------------------- | ----- | --- | --- | --- | --- | -- |
|    | TOTAL                           | 744   | 121 | 128 | 222 | 277 | 28 |
| 1  | Province d'Anvers               | 163   | 20  | 33  | 51  | 55  | 4  |
| 2  | Province du Brabant flamand     | 50    | 0   | 5   | 17  | 25  | 3  |
| 3a | Province du Brabant wallon      | 10    | 0   | 0   | 2   | 7   | 1  |
| 3b | Bruxelles - ACFF                | 106   | 58  | 23  | 12  | 11  | 2  |
| 4  | Province de Flandre-Occidentale | 100   | 22  | 17  | 27  | 29  | 5  |
| 5  | Province de Flandre-Orientale   | 98    | 3   | 17  | 33  | 43  | 2  |
| 6  | Province de Hainaut             | 58    | 0   | 6   | 23  | 27  | 2  |
| 7  | Province de Liège               | 94    | 15  | 14  | 25  | 34  | 6  |
| 8  | Province de Limbourg            | 78    | 4   | 14  | 26  | 32  | 2  |
| 9  | Province de Luxembourg          | 10    | 0   | 0   | 3   | 6   | 1  |
| 10 | Province de Namur               | 20    | 0   | 0   | 5   | 11  | 4  |

### Titres brabançons avant 2017-2018
Avant que la KBVB ne divise également le Brabant en trois parties en juillet 2017 (comme décrit ci-dessus), les clubs de cette désormais ex-province ont conquis 154 sacres: 57 titres nationaux, 26 titre de D2, 31 titres de D3, et 40 titre de D4.